# ロマン・フブニーク
ロマン・フブニーク（Roman Hubník、1984年6月6日  - ）は、チェコ・ズリーン州ハレンコフ出身の元プロサッカー選手。現役時代のポジションは、ディフェンダー。

## クラブ経歴
SKシグマ・オロモウツの下部組織出身。2007年１月、FCモスクワに200万ユーロで移籍。2009年1月、2009年12月31日までの契約でACスパルタ・プラハに移籍。レンタル復帰後、今度はヘルタ・ベルリンにレンタル移籍。2010年5月20日、買い取りオプション行使によりヘルタに完全移籍。

## 代表歴
2009年7月5日のマルタ代表との試合で初キャップ。8月12日のベルギー代表との親善試合で初ゴール。
UEFA EURO 2016ではグループステージ全試合に出場したが、チームは敗退した。

### ゴール
2016年5月27日
| No. | 開催日        | 開催地           | 対戦国         | 得点 | 結果 | 試合概要           |
| --- | ------------- | ---------------- | -------------- | ---- | ---- | ------------------ |
| 1   | 2009年8月12日 | テプリツェ       | ベルギー       | 1–1  | 3–1  | 親善試合           |
| 2   | 2010年10月8日 | プラハ           | スコットランド | 1–0  | 1–0  | UEFA EURO 2012予選 |
| 3   | 2016年5月27日 | クーフシュタイン | マルタ         | 3–0  | 6–0  | 親善試合           |

## タイトル
ACスパルタ・プラハ
- チェコ1部リーグ:2009-10

FCヴィクトリア・プルゼニ
- チェコ1部リーグ:2014-15,2015-16,2017-18